# Кибинська волость
Кибинська волость — адміністративно-територіальна одиниця Миргородського повіту Полтавської губернії з центром у селі Кибинці.
Старшинами волості були:
- 1900—1904 роках козак Петро Васильович Погорелий[1],[2];
- 1913—1915 роках Іван Петрович Ярмоленко[3],[4].